# 农业革命 (中世纪盛期)
中世纪盛期的农业革命（英语：Agricultural Revolution of the High Middle Ages；法语：Révolution agricole du haut Moyen Âge；拉丁语：Revolutio Agriculturae in Medio Aevo Pleno；德语：Landwirtschaftliche Revolution des Hochmittelalters）是11世纪至12世纪欧洲发生的一系列农业技术、经济及社会变革的总称。其特征包括大规模垦荒运动（1020—1077年）、农具革新（如铁犁锹、马胸带的应用）、耕地面积扩大及作物产量提升。这些进步导致农产品剩余，推动了地租制度、货币贸易（如豆类、谷物交易）和教会什一税的发展，同时支持了人口增长与社会结构变化（如修道院赈济与农村劳动力流动）。该革命被视为欧洲经济转型与封建社会巩固的关键阶段。

## 背景

### 气候变暖和垦荒潮
公元800—1300年间，欧洲进入了“中世纪温暖期”，气温升高使夏季延长、自然灾害减少，适宜农业区域北扩（如葡萄种植北移约300英里）。气候条件改善推动了1020—1077年的大规模垦荒运动，修道院系统管理田产，农民通过清除杂草和深层根系提升土地肥力，耕地面积显著扩大。湿地和沼泽的退去进一步优化了农业生产环境。

### 农业技术的革新
铁制农具（如铁犁锹、马蹄铁）的普及和马胸带的应用，极大提升了耕作效率。马胸带通过优化马的受力方式，解放了畜力潜能。同时，农业技术改进使农作物产收比从1.1:1.3~1.4增至1.1:1.7~1.8，粮食盈余为后续经济变革奠定了基础。

### 制度支持
气候改善和赈济措施降低了死亡率，1060—1070年出现了人口井喷，劳动力变得更加充足。同时，教会禁止堕胎与杀婴以保障劳动力，并通过什一税推动了农产品的商品化。农民剩余产品催生出了地租制度，以货易货转向货币贸易（小麦、豆类等成为交易媒介），修道院则通过分发食物来维持人口稳定增长。

### 区域经济互补与贸易网络
地中海沿岸以葡萄、橄榄种植为主，大西洋和北海地区则侧重谷物与畜牧业，这种地区差异促进了跨区域的贸易。北欧通过技术积累和小规模改革提升整体效率，农产品剩余刺激集市兴起，城市人口增长和自治运动随之展开，贸易网络逐渐形成。